# Euclidiodes
Euclidiodes là một chi bướm đêm thuộc họ Geometridae.